# تپه دو زن شرقی
تپه دو زن شرقی مربوط به هزاره دوم قم است و در شهرستان بهبهان، بخش مرکزی، دهستان حومه، روستای اسلام‌آباد واقع شده و این اثر در تاریخ ۱ مرداد ۱۳۸۶ با شمارهٔ ثبت ۱۹۲۹۲ به‌عنوان یکی از آثار ملی ایران به ثبت رسیده است.